# Distretto di Isa
Il distretto di Isa (伊佐郡, Isa-gun?) era uno dei distretti della prefettura di Kagoshima, in Giappone.
Prima della soppressione, ne faceva parte solo il comune di Hishikari. Il 1º novembre 2008, Hishikari si è fuso con la municipalità di Ōkuchi per formare la nuova città di Isa ed il distretto è stato abolito.